# Ostha aequata
Ostha aequata là một loài bướm đêm trong họ Noctuidae.